# Kepler-57c
Kepler-57c é um dos dois planetas extrassolares orbitando em torno de Kepler-57, uma estrela localizada a cerca de 1859 anos-luz (570 pc) de distância a partir da Terra, na constelação de Cygnus. Ele tem uma massa de 2,47 massas terrestres e um raio de 1,550 raio terrestre. Foi descoberto pelo método de trânsito, quando o efeito de escurecimento que faz um planeta como ele quando cruza em frente da sua estrela é medido, em 2012. Kepler-57c foi descoberto pelo telescópio espacial Kepler e foi inicialmente classificado como um candidato a planeta. Transita sua estrela a cada 1,61 dias para 1,7074 horas. Regulares variações no tempo de trânsito confirma sua natureza planetária.